# فرودگاه سنفبگر
فرودگاه سنفبگر (به انگلیسی: Sanfebagar Airport) یک فرودگاه همگانی با کد یاتا FEB است . این فرودگاه در کشور نپال قرار دارد و در ارتفاع ۶۹۵ متری از سطح دریا واقع شده است.